# 久保田章市
久保田章市（くぼたしょういち、1951年〈昭和26年〉4月11日 - ）は、日本の政治家。島根県浜田市長（3期）。元法政大学大学院教授。

## 人物
島根県浜田市生まれ。
東京大学卒業後、三和銀行（現三菱UFJ銀行）に入行。支店長、厚生省や三和総合研究所への出向などを経て2005年に退社。2006年に三菱UFJリサーチ&コンサルティングの執行役員に就任。執行役員時代には法政大学大学院イノベーション・マネジメント研究科客員教授を務め、2008年には教授に就任した。
学外では島根県立大学総合政策学部の非常勤講師や浜田市政策アドバイザー、学校法人江の川学園石見智翠館高等学校常務理事を務めていた。2013年には浜田市長選挙に立候補し元浜田市議会議員の川神裕司を破り初当選を果たし、引退した宇津徹男の後を受けて2代目浜田市長に就任した。
2017年の浜田市長では新人候補を破り再選を果たした。2021年の浜田市長でも新人候補を破り3選。

## 略歴
- 1975年 - 東京大学卒業。三和銀行に入行。
- 1978年 - 厚生省に出向（1980年まで）。
- 2003年 - 法政大学大学院（修士課程）修了。
- 2006年 - 三菱UFJリサーチ&コンサルティング執行役員に就任。
- 2008年 - 法政大学大学院イノベーション・マネジメント研究科教授に就任。
- 2009年 - 横浜国立大学大学院博士課程（後期）単位取得満期退学。
- 2013年 - 浜田市長選挙に立候補し、元浜田市議会議員の川神裕司を破り初当選[4]。
- 2017年 - 浜田市長選挙で新人候補を破り再選。
- 2021年 - 浜田市長選挙で新人候補を破り3選。

## 政策
- 産業振興
  - ふるさと納税を推進し、返礼品を市内の事業者から募集し内容を拡充した。浜田市のふるさと納税による寄付は2013年度が約1億1500万円であったが、2015年度には全国10位となる約21億円集めている[5][6]。
  - 市役所内に販路開拓支援組織「はまだ産業振興機構」、広島県広島市には広島市場開拓室を設置している。

## 社会活動
- 島根県立大学総合政策学部非常勤講師
- 浜田市政策アドバイザー
- 学校法人江の川学園石見智翠館高等学校常務理事

## 著書
- 『最新・欧米医療保障事情』（1980年、社会保険実務研究所）
- 『キャリアデザインへの挑戦』（2007年、経営書院） - 共著
- 『島根の未来を考える』（2007年、山陰中央新報社） ― 共著
- 『百年企業、生き残るヒント』（2010年、角川SSC新書）
- 『小さな会社の経営革新、7つの成功法則』（2013年、角川SSC新書）
- 『二代目が潰す会社、伸ばす会社』（2013年、日本経済新聞出版社）